# Oxytropis minjanensis
Oxytropis minjanensis är en ärtväxtart som beskrevs av Karl Heinz Rechinger. Oxytropis minjanensis ingår i släktet klovedlar, och familjen ärtväxter. Inga underarter finns listade i Catalogue of Life.